# Scott Moore (baseball)
Pour les articles homonymes, voir Scott Moore et Moore.
Scott Alanboyd Moore, né le 17 novembre 1983 à Long Beach (Californie) aux États-Unis, est un joueur américain de baseball évoluant en Ligue majeure de baseball avec les Athletics d'Oakland.

## Carrière
Après des études secondaires à la Cypress High School de Cypress (Californie), Scott Moore est drafté le 4 juin 2002 par les Tigers de Détroit au premier tour de sélection (8e choix). Il perçoit un bonus de 2,3 millions de dollars à la signature de son premier contrat professionnel le 4 juin 2002.
Encore joueur de Ligues mineures, il est transféré chez les Cubs de Chicago le 9 février 2005 à l'occasion d'un échange impliquant plusieurs joueurs.
Avec les clubs affiliés des Tigers puis des Cubs, Moore passe quatre saisons en Ligues mineures avant d'effectuer ses débuts en Ligue majeure le 4 septembre 2006 sous les couleurs des Cubs de Chicago.
Moore est échangé avec Rocky Cherry aux Orioles de Baltimore le 31 août 2007 en retour de Steve Trachsel.
Il ne joue qu'en ligues mineures en 2009 avant de participer à 41 matchs, un sommet pour lui, avec les Orioles en 2010. Après la saison, il rejoint à nouveau les Cubs de Chicago, qui lui offrent un contrat des ligues mineures. Il ne s'aligne pas avec le grand club, jouant plutôt la saison 2011 chez les Cubs d'Iowa, l'équipe mineure de la Ligue de la côte du Pacifique, puis il rejoint en novembre suivant les Astros de Houston. Pour les Astros en 2012, Moore joue principalement au troisième coussin mais aussi au premier but. Il apparaît dans 72 rencontres, son plus grand nombre de parties jouées en une année dans les majeures. Sa moyenne au bâton s'élève à ,259 avec 9 circuits et 23 points produits.
Le 29 novembre 2012, il est mis sous contrat par les Athletics d'Oakland.

## Statistiques
| Saison | Équipe       | G  | AB  | R  | H  | 2B | 3B | HR | RBI | SB | BA    |
| ------ | ------------ | -- | --- | -- | -- | -- | -- | -- | --- | -- | ----- |
| 2006   | Chicago Cubs | 16 | 38  | 6  | 10 | 2  | 0  | 2  | 5   | 0  | 0,263 |
| 2007   | Chicago Cubs | 2  | 5   | 0  | 0  | 0  | 0  | 0  | 0   | 0  | 0,000 |
| 2007   | Baltimore    | 17 | 47  | 2  | 12 | 2  | 0  | 1  | 11  | 0  | 0,255 |
| 2008   | Baltimore    | 4  | 8   | 1  | 1  | 0  | 0  | 1  | 1   | 0  | 0,125 |
| 2010   | Baltimore    | 41 | 86  | 8  | 18 | 2  | 0  | 3  | 10  | 3  | 0,209 |
| Totaux | Totaux       | 80 | 184 | 17 | 41 | 6  | 0  | 7  | 27  | 3  | 0,223 |

Note : G = Matches joués ; AB = Passages au bâton; R = Points ; H = Coups sûrs ; 2B = Doubles ; 3B = Triples ; 
HR = Coup de circuit ; RBI = Points produits ; SB = Buts volés ; BA = Moyenne au bâton.